# Кавеццо
Кавеццо (італ. Cavezzo) — муніципалітет в Італії, у регіоні Емілія-Романья,  провінція Модена.
Кавеццо розташоване на відстані близько 350 км на північ від Рима, 50 км на північний захід від Болоньї, 23 км на північ від Модени.
Населення — 7080 осіб (2014).
Щорічний фестиваль відбувається 1 вересня. Покровитель — Sant'Egidio.

## Демографія
Населення за роками:

Станом на 1 січня 2023 року в муніципалітеті офіційно проживали 954 іноземці з 38 країн, серед них 158 громадян країн Євросоюзу та 34 громадяни України.

## Сусідні муніципалітети
- Карпі
- Медолла
- Мірандола
- Нові-ді-Модена
- Сан-Поссідоніо
- Сан-Просперо